# Jodan sodu
Jodan sodu, NaIO3 – nieorganiczny związek chemiczny, sól sodowa kwasu jodowego.

## Właściwości
Jodan sodu jest ciałem stałym barwy białej. Jest rozpuszczalny w wodzie. pH jego wodnych roztworów wynosi ok. 5,8.
Jest silnym utleniaczem. Podczas jego ogrzewania wydziela się tlen.

## Zagrożenia
W wypadku połknięcia dużej ilości substancji może wystąpić: podrażnienie śluzówek, cyjanoza, zapaść oraz zatrzymanie oddechu.
Substancja działa szkodliwie na organizmy wodne. Toksyczność dla niektórych organizmów wodnych:
- pstrąg tęczowy – 220 mg/l

## Pierwsza pomoc
W przypadku kontaktu substancji z oczami lub ze skórą należy przemyć je dużą ilością wody. Przy spożyciu należy podać choremu dużą ilość wody i spowodować wymioty. Należy też skontaktowć się z lekarzem.